# Nemo (Texas)
|  | Dieser Artikel wurde aufgrund von inhaltlichen Mängeln auf der Qualitätssicherungsseite des Projektes USA eingetragen. Hilf mit, die Qualität dieses Artikels auf ein akzeptables Niveau zu bringen, und beteilige dich an der Diskussion! Eine nähere Beschreibung der zu behebenden Mängel fehlt. |

Nemo ist ein gemeindefreies Gebiet im östlichen Somervell County in Texas.

## Geschichte
Die Besiedelung des Ortes begann um 1800 und erreichte nie mehr als 60 Einwohner. Der Name leitet sich vom lateinischen nemo = niemand ab.
Im Jahre 1893 wurde ein Postamt unter dem Namen Nemo erbaut.